# Società Sportiva Teramo Calcio 2015-2016
Questa voce raccoglie le informazioni riguardanti il Teramo nelle competizioni ufficiali della stagione 2015-2016.

## Stagione
Il Teramo nel 2015-2016 partecipa al ventesimo campionato di terza serie della sua storia, nel girone B della Lega Pro. Dopo le vicissitudini della scorsa stagione il Teramo riparte dal confermato tecnico Vincenzo Vivarini, sul campo conquista 22 punti nel girone di andata e 24 nel girone di ritorno. Poi subisce un'altra penalizzazione, molto meno rilevante della scorsa, tre punti, che non cambiano la sostanza di un piazzamento a centro classifica. L'abruzzese Mirco Petrella risulta miglior marcatore di stagione con 7 reti, poco rispetto alle abbuffate di goal della stagione scorsa, anche se la sostanza è la stessa, si resta in Lega Pro. Nella Coppa Italia Tim Cup il Teramo gioca il secondo turno con il Cittadella, perdendo al Bonolis (0-2). Nella Coppa Italia di Lega Pro i biancorossi nei sedicesimi superano i Castelli Romani (2-1), negli ottavi superano la Casertana (2-1), nei quarti sono eliminati dalla Robur Siena, che di impone (1-0).

## Divise e sponsor
Lo sponsor tecnico è Frankie Garage Sport, gli sponsor ufficiali Lisciani, Casal Thaulero e One Shot sul retro della maglia. La presentazione della squadra e delle nuove divise ufficiali è avvenuta il 25 settembre 2015.
| 1ª divisa | 2º divisa | 3º divisa |

## Organigramma societario
Fonte
Area direttiva
- Presidente: Luciano Campitelli
- Vicepresidente: Ercole Cimini
- Amministratore delegato: Giuseppe D'Aniello
- Direttore generale: Gianluca Scacchioli
- Segretario generale / Sportivo: Antonio Parnanzone

Area tecnica
- Allenatore: Vincenzo Vivarini
- Allenatore in seconda e preparatore dei portieri: Fabrizio Zambardi
- Preparatore atletico: Antonio Del Fosco
- Team manager: Alessio Peroni(Fabio Luigi Gatta da Marzo)
- Collaboratore area tecnica: Morris Molinari
- Medico sociale: Siriano Cordoni, Carlo D'Ugo, Nicola Franchi
- Massaggiatore: Piero Timoteo
- Osteopata: Antonio Misantone
- Magazziniere: Leo Rastelli

## Rosa
Rosa tratta dal sito ufficiale al 1º febbraio 2016.
| N. |                   | Ruolo | Calciatore                     |
| -- | ----------------- | ----- | ------------------------------ |
|    | Italia (bandiera) | P     | Alfredo Cannella               |
|    | Italia (bandiera) | P     | Davide Narduzzo                |
|    | Italia (bandiera) | P     | Alessandro Tonti               |
|    | Italia (bandiera) | D     | Errico Altobello               |
|    | Italia (bandiera) | D     | Simone Brugaletta              |
|    | Italia (bandiera) | D     | Nebil Caidi                    |
|    | Italia (bandiera) | D     | Luca Cecchini                  |
|    | Italia (bandiera) | D     | Andrea Cerqueti                |
|    | Italia (bandiera) | D     | Tommaso D'Orazio               |
|    | Italia (bandiera) | D     | Davide Frezzi                  |
|    | Italia (bandiera) | D     | Marco Perrotta                 |
|    | Italia (bandiera) | D     | Stefano Scipioni               |
|    | Italia (bandiera) | D     | Giuseppe Serrao                |
|    | Italia (bandiera) | D     | Ivan Speranza (capitano)       |
|    | Italia (bandiera) | D     | Davide Vitturini               |
|    | Italia (bandiera) | C     | Stefano Amadio (vice capitano) |
|    | Italia (bandiera) | C     | Simone Calvano                 |
|    | Italia (bandiera) | C     | Diego Cenciarelli              |

| N. |                    | Ruolo | Calciatore                |
| -- | ------------------ | ----- | ------------------------- |
|    | Italia (bandiera)  | C     | Michel Cruciani           |
|    | Italia (bandiera)  | C     | Alessandro Di Paolantonio |
|    | Italia (bandiera)  | C     | Matteo Loreti             |
|    | Italia (bandiera)  | C     | Riccardo Palestini        |
|    | Italia (bandiera)  | C     | Antonio Palma             |
|    | Italia (bandiera)  | C     | Lorenzo Paolucci          |
|    | Italia (bandiera)  | C     | Mario Francesco Prezioso  |
|    | Italia (bandiera)  | C     | Alessandro Tini           |
|    | Italia (bandiera)  | C     | Filippo Troiani           |
|    | Italia (bandiera)  | A     | Giacomo Calderaro         |
|    | Brasile (bandiera) | A     | Victor Da Silva           |
|    | Italia (bandiera)  | A     | Francesco Forte           |
|    | Italia (bandiera)  | A     | Alessandro Fratangelo     |
|    | Italia (bandiera)  | A     | Giuseppe Le Noci          |
|    | Italia (bandiera)  | A     | Simone Monni              |
|    | Italia (bandiera)  | A     | Stefano Moreo             |
|    | Senegal (bandiera) | A     | Papa Abdoulaye Ndiour     |
|    | Italia (bandiera)  | A     | Mirco Petrella            |

## Calciomercato
Fonte

### Sessione estiva(dal 01/07 al 21/09)
Prorogata la scadenza trasferimenti al 21 settembre.
| Acquisti | Acquisti                      | Acquisti           | Acquisti   |
| R.       | Nome                          | da                 | Modalità   |
| -------- | ----------------------------- | ------------------ | ---------- |
| D        | Errico Altobello              | svincolato         | definitivo |
| D        | Luca Cecchini                 | Entella            | prestito   |
| D        | Tommaso D'Orazio              | Ancona             | definitivo |
| D        | Giuseppe Serrao               | Frosinone          | definitivo |
| D        | Davide Vitturini              | Pescara            | prestito   |
| C        | Simone Antonio Calvano        | Verona             | prestito   |
| C        | Antonio Palma                 | Atalanta           | prestito   |
| C        | Lorenzo Paolucci              | Pescara            | prestito   |
| C        | Filippo Troiani               | Grifone Monteverde | definitivo |
| A        | Victor Matheus Da Silva Matos | Chievo             | prestito   |
| A        | Giuseppe Le Noci              | Como               | prestito   |
| A        | Simone Monni                  | Pescara            | prestito   |
| A        | Stefano Moreo                 | Entella            | prestito   |
| A        | Papa Abdoulaye Ndiour         | Chieti             | definitivo |

| Cessioni | Cessioni           | Cessioni      | Cessioni      |
| R.       | Nome               | a             | Modalità      |
| -------- | ------------------ | ------------- | ------------- |
| P        | Andrea Cappa       | Vicenza       | fine prestito |
| D        | Abdelaye Diakité   | Parma         | fine prestito |
| D        | Roberto Masullo    | Siena         | definitivo    |
| C        | Luca Di Matteo     | Lanciano      | definitivo    |
| C        | Nicola Fiore       | -             | svincolato    |
| C        | Luca Lulli         | Catania       | definitivo    |
| C        | Matteo Maresca     | Pisa          | definitivo    |
| C        | Hrvoje Miličević   | Pescara       | fine prestito |
| C        | Luca Pigini        | Castelfidardo | definitivo    |
| A        | Andrea Bucchi      | Campobasso    | definitivo    |
| A        | Stefano D'Egidio   | San Nicolò    | definitivo    |
| A        | Alfredo Donnarumma | Pescara       | fine prestito |
| A        | Gianluca Lapadula  | Parma         | fine prestito |

### Sessione invernale(dal 04/01 al 01/02)
| Acquisti | Acquisti                 | Acquisti  | Acquisti |
| R.       | Nome                     | da        | Modalità |
| -------- | ------------------------ | --------- | -------- |
| C        | Michel Cruciani          | Benevento | prestito |
| C        | Mario Francesco Prezioso | Napoli    | prestito |
| A        | Francesco Forte          | Inter     | prestito |

| Cessioni | Cessioni                      | Cessioni     | Cessioni      |
| R.       | Nome                          | a            | Modalità      |
| -------- | ----------------------------- | ------------ | ------------- |
| D        | Errico Altobello              | Lucchese     | definitivo    |
| D        | Andrea Cerqueti               | San Nicolò   | prestito      |
| D        | Tommaso D'Orazio              | Pistoiese    | prestito      |
| D        | Davide Vitturini              | Pescara      | fine prestito |
| C        | Simone Antonio Calvano        | Verona       | fine prestito |
| A        | Victor Matheus Da Silva Matos | Chievo       | fine prestito |
| A        | Papa Abdoulaye Ndiour         | Montebelluna | prestito      |

## Risultati

### Campionato

#### Girone di andata
| Arbitro: | Proietti (Terni) |

|                           |           |            |
| Da Silva 9’ Altobello 40’ | Marcatori | 27’ Steffè |

| Arbitro: | Marinelli (Tivoli) |

|             |           |  |
| Sassano 40’ | Marcatori |  |

| Arbitro: | Boggi (Salerno) |

|                |           |  |
| Shekiladze 62’ | Marcatori |  |

| Arbitro: | Di Gioia (Nola) |

|                             |           |  |
| Petrella 47’, 51’ Moreo 56’ | Marcatori |  |

| Arbitro: | Mancini (Fermo) |

|              |           |          |
| Perrotta 24’ | Marcatori | 6’ Verna |

| Arbitro: | Piccinini (Forlì) |

|                                 |           |                        |
| Buonaiuto 29’, 42’ Fioretti 46’ | Marcatori | 71’ Moreo 80’ Scipioni |

| Arbitro: | Valiante (Nocera Inferiore) |

|                                          |           |                                  |
| Scipioni 15’ Petrella 76’ Da Silva 90+1’ | Marcatori | 12’ Capello 90+3’ (rig.) Chiricò |

| Arbitro: | Maggioni (Lecco) |

|             |           |                        |
| Guidone 22’ | Marcatori | 44’ Petrella 50’ Moreo |

| Arbitro: | Capone (Palermo) |

|               |           |                    |
| A. Pedone 14’ | Marcatori | 85’ (rig.) Le Noci |

| Arbitro: | Viotti (Tivoli) |

|              |           |               |
| Amadio 90+3’ | Marcatori | 60’ Tremolada |

| Arbitro: | Pagliardini (Arezzo) |

|                              |           |  |
| Sandomenico 53’ R. Perna 64’ | Marcatori |  |

| Arbitro: | Candeo (Este) |

|                         |           |             |
| Lisi 48’ Polidori 90+5’ | Marcatori | 83’ Le Noci |

| Arbitro: | Massimi (Termoli) |

|                              |           |              |
| Di Paolantonio 22’ Caidi 56’ | Marcatori | 43’ La Vista |

| Arbitro: | Schirru (Nichelino) |

|                                              |           |           |
| Fanucchi 47’ Terrani 51’ (rig.) Pozzebon 64’ | Marcatori | 45’ Moreo |

| Arbitro: | Pietropaolo (Modena) |

|                                  |           |                     |
| Di Paolantonio 25’ Le Noci 90+2’ | Marcatori | 36’ (aut.) Speranza |

| Arbitro: | Baroni (Firenze) |

|                               |           |  |
| Di Quinzio 15’ Gasparetto 20’ | Marcatori |  |

| Teramo 9 gennaio 2016, ore 15:00 CET 17ª giornata | Teramo                  | 0 – 0 | Pontedera | Stadio Gaetano Bonolis (1.686 spett.)\| Arbitro: \| Luciano (Lamezia Terme) \| |
| Arbitro:                                          | Luciano (Lamezia Terme) |       |           |                                                                                |

#### Girone di ritorno
| Arbitro: | Balice (Termoli) |

|                   |           |  |
| Parodi 79’ (aut.) | Marcatori |  |

| Arbitro: | Strippoli (Bari) |

|              |           |                                 |
| Crescenzi 6’ | Marcatori | 35’ Di Paolantonio 68’ Cruciani |

| Arbitro: | Volpi (Arezzo) |

|              |           |               |
| Petrella 82’ | Marcatori | 38’ Margiotta |

| Arbitro: | Bertani (Pisa) |

|               |           |              |
| Rondanini 39’ | Marcatori | 16’ Petrella |

| Arbitro: | Fiorini (Frosinone) |

|                         |           |  |
| F. Forte 59’ Amadio 88’ | Marcatori |  |

| Arbitro: | Nicoletti (Catanzaro) |

|                   |           |  |
| Fofana 71’ (rig.) | Marcatori |  |

| Arbitro: | Giovani (Grosseto) |

|            |           |                     |
| Amadio 70’ | Marcatori | 43’ (aut.) Perrotta |

| Prato 5 marzo 2016, ore 17:30 CET 25ª giornata | Prato            | 0 – 0 | Teramo | Stadio Lungobisenzio (500 spett.)\| Arbitro: \| Panarese (Lecce) \| |
| Arbitro:                                       | Panarese (Lecce) |       |        |                                                                     |

| Teramo 12 marzo 2016, ore 15:00 CET 26ª giornata | Teramo             | 0 – 0 | Carrarese | Stadio Gaetano Bonolis (1.489 spett.)\| Arbitro: \| Sprezzola (Mestre) \| |
| Arbitro:                                         | Sprezzola (Mestre) |       |           |                                                                           |

| Arezzo 19 marzo 2016, ore 16:30 CET 27ª giornata | Arezzo           | 0 – 0 | Teramo | Stadio Città di Arezzo (1.400 spett.)\| Arbitro: \| Andreini (Forlì) \| |
| Arbitro:                                         | Andreini (Forlì) |       |        |                                                                         |

| Arbitro: | Perotti (Legnano) |

|                     |           |               |
| Moreo 19’ Caidi 76’ | Marcatori | 44’ Bulevardi |

| Arbitro: | Curti (Milano) |

|                    |           |             |
| Di Paolantonio 74’ | Marcatori | 75’ Bifulco |

| Arbitro: | Miele (Torino) |

|                                      |           |                                    |
| La Vista 13’ De Feo 33’ Celiento 38’ | Marcatori | 52’ Moreo 85’ Cruciani 90+1’ Palma |

| Arbitro: | Mei (Pesaro) |

|                                              |           |  |
| Cruciani 15’ Petrella 30’ Di Paolantonio 48’ | Marcatori |  |

| Arbitro: | Catona (Reggio Calabria) |

|                         |           |              |
| Sinigaglia 3’ Mungo 29’ | Marcatori | 12’ Cruciani |

| Arbitro: | Zingarelli (Siena) |

|  |           |                  |
|  | Marcatori | 71’, 74’ Finotto |

| Arbitro: | Annaloro (Collegno) |

|                                         |           |                                           |
| Della Latta 55’ Kabashi 66’ Cannoni 74’ | Marcatori | 41’ Di Paolantonio 44’ Monni 65’ Cecchini |

### Coppa Italia

#### Secondo turno
| Arbitro: | La Penna (Roma) |

|  |           |                           |
|  | Marcatori | 22’ Bizzotto 90+3’ Jallow |

### Coppa Italia Lega Pro
| Arbitro: | Panarese (Lecce) |

|                        |           |                |
| Palma 53’ Paolucci 99’ | Marcatori | 52’ Morbidelli |

| Arbitro: | Andreini (Forlì) |

|                         |           |                |
| Loreti 39’ Paolucci 43’ | Marcatori | 28’ De Angelis |

| Arbitro: | Mancini (Fermo) |

|           |           |  |
| Rozzi 71’ | Marcatori |  |

## Statistiche
Aggiornate al 15 maggio 2016.

### Statistiche di squadra
| Competizione          | Punti | In casa | In casa | In casa | In casa | In casa | In casa | In trasferta | In trasferta | In trasferta | In trasferta | In trasferta | In trasferta | Totale | Totale | Totale | Totale | Totale | Totale | DR |
| Competizione          | Punti | G       | V       | N       | P       | Gf      | Gs      | G            | V            | N            | P            | Gf           | Gs           | G      | V      | N      | P      | Gf     | Gs     | DR |
| --------------------- | ----- | ------- | ------- | ------- | ------- | ------- | ------- | ------------ | ------------ | ------------ | ------------ | ------------ | ------------ | ------ | ------ | ------ | ------ | ------ | ------ | -- |
| Lega Pro              | 43    | 17      | 9       | 7       | 1       | 25      | 13      | 17           | 2            | 6            | 9            | 17           | 27           | 34     | 11     | 13     | 10     | 42     | 40     | +2 |
| Coppa Italia          |       | 1       | 0       | 0       | 1       | 0       | 2       | -            | -            | -            | -            | -            | -            | 1      | 0      | 0      | 1      | 0      | 2      | -2 |
| Coppa Italia Lega Pro |       | 2       | 2       | 0       | 0       | 4       | 2       | 1            | 0            | 0            | 1            | 0            | 1            | 3      | 2      | 0      | 1      | 4      | 3      | +1 |
| Totale                |       | 20      | 11      | 7       | 2       | 29      | 17      | 18           | 2            | 6            | 10           | 17           | 28           | 38     | 13     | 13     | 12     | 46     | 45     | +1 |